# Gebhardt Wiedmann
Gebhardt Wiedmann (* 10. August 1884 in Deggingen (Württemberg); † 8. April 1965 ebenda) war ein deutscher Physiker.
Wiedmann legte 1905 das Abitur am Gymnasium in Rottweil ab und studierte von 1906 bis 1911 Physik an der Universität Tübingen und an der Sorbonne in Paris. 1911 wurde er an in Tübingen promoviert. Ab 1914 leitete er das Physikalische Praktikum an der Technischen Hochschule Dresden. Nach einer Unterbrechung als Mitarbeiter bei der Telefunken AG in Berlin war er ab 1919 wieder Leiter in Dresden, wo er sich 1922 für Experimentalphysik, speziell Optik, habilitierte. Wiedmann war ein Schüler von Friedrich Paschen, Wilhelm Conrad Röntgen und Marie Curie. Am Laboratorium für angewandte Röntgenographie zur Untersuchung der Materie, das er 1924 übernommen hatte, erhielt er 1926 eine außerordentliche Professur an der TH Dresden. Er war 1928 am ersten Einsatz von Röntgenaufnahmen zur Echtheitsbestimmung von Gemälden in der Kunstgeschichte durch Fritz Saxl beteiligt. Im November 1933 unterzeichnete er das Bekenntnis der deutschen Professoren zu Adolf Hitler. 1945 aus dem Dienst entlassen, hatte er von 1947 bis 1954 wieder eine Professur an der TH Dresden inne und war Direktor des Instituts für Röntgenkunde und Metallphysik.

## Schriften (Auswahl)
- Entwicklung des normalen und selektiven lichtelektrischen Effektes, 1922 (= Habilitationsschrift)
- Anwendungen des Röntgenspektrogramms in Industrie und Technik, 1937
- Das Bogenspektrum des Quecksilbers, 1938

## Einzelbelege
1. ↑  Thomas Hensel: Wie aus der Kunstgeschichte eine Bildwissenschaft wurde: Aby Warburgs Graphien, Berlin 2011, S. 158.

| Personendaten    | Personendaten           |
| ---------------- | ----------------------- |
| NAME             | Wiedmann, Gebhardt      |
| ALTERNATIVNAMEN  | Wiedmann, Gebhard       |
| KURZBESCHREIBUNG | deutscher Physiker      |
| GEBURTSDATUM     | 10. August 1884         |
| GEBURTSORT       | Deggingen (Württemberg) |
| STERBEDATUM      | 8. April 1965           |
| STERBEORT        | Deggingen (Württemberg) |